# Fulberto
Fulberto  è un nome proprio di persona italiano maschile.

## Varianti
- Femminili: Fulberta[2]

### Varianti in altre lingue
- Catalano: Fulbert[4]
- Francese: Fulbert[5]
- Germanico: Folcberaht[6], Folcbraht[6], Folcpraht[6], Folcbert[6], Fulbert[3][5][6], Folbert[6], Volbert[6], Vulpert[6], Volpert[6], Volbrecht[3][6]
- Latino: Fulbertus[1]
- Polacco: Fulbert
- Portoghese: Fulberto
- Spagnolo: Fulberto[4]
- Tedesco: Fulbert

## Origine e diffusione
Deriva dal nome germanico, di tradizione francone, Fulbert o Volbrecht: esso è composto da folk o fulca ("gente", "popolo in armi") e beraht o berhta ("brillante", "famoso", "illustre"), con il possibile significato complessivo di "illustre nel suo popolo", "che brilla nel suo popolo". Entrambi sono elementi ben attestati nell'onomastica germanica: il primo si ritrova anche in Folco e Fulceri, il secondo, frequentissimo, si trova ad esempio in Alberto, Roberto, Bertoldo, Guiberto e via dicendo. Va precisato, altresì, che il primo elemento potrebbe anche essere ricondotto a filu ("molto"), il che renderebbe questo nome sostanzialmente una variante di Filiberto.
Il nome, nell'italiano moderno, ha sapore antiquato ed è usato raramente; la maggioranza delle occorrenze sono nel Nord e Centro Italia, specie in Toscana ed Emilia-Romagna.

## Onomastico
L'onomastico ricorre il 10 aprile in memoria di san Fulberto, vescovo di Chartres.

## Persone
- Fulberto di Chartres, vescovo e filosofo francese
- Fulberto Alarni, poeta e commediografo italiano

### Variante Fulbert
- Fulbert Youlou, politico e presbitero della Repubblica del Congo